# NGC 2219
NGC 2219 — рассеянное скопление в созвездии Единорога. Открыто Джоном Гершелем в 1830 году.
Этот объект входит в число перечисленных в оригинальной редакции «Нового общего каталога».
Возраст скопления оценивается в (0,8 ± 0,03) млрд лет, расстояние от Солнца (2023 ± 93) пк, от центра Галактики 10,24 кпк; находится в 292 пк к югу от галактической плоскости. Угловой радиус ядра скопления (ограничивается поверхностью, где плотность звёзд уменьшается до 50 % от центральной плотности) составляет 0,3′. Скопление NGC 2219 (вместе со скоплением NGC 2232) было использовано как пример звёздного поля для корректировки оцифрованных астронегативов в проекте ФОН («Фотометрический обзор неба»).